# Filip II av Makedonien
Uppslagsordet "Filip av Makedonien" leder hit. För andra kungar med samma namn, se Filip av Makedonien (olika betydelser).
Filip II av Makedonien (grekiska: Фίλιππος Β΄), emellanåt kallad enbart Filip av Makedonien, född 382 f.Kr. i Pella, död 336 f.Kr. i Aigai (mördad), var regent i Makedonien från 359 f.Kr. till sin död. Han var son till Amyntas III och Eurydike I, gift med Olympias och far åt Alexander den store.

## Biografi
Som ung hade Filip vistats i Thebe som gisslan och lärt sig Epaminondas moderna stridsteknik som han senare skulle modifiera och som kom att kallas den makedonska falangen. Filips politiska mål var att göra Makedonien till en stormakt. Han blev kung över Makedonien under svåra tider. Landet var nästan på randen till kollaps, dess grannar var redo att sätta stopp för dess existens och den makedonska staten hade ytterligare försvagats av inre oro.
Han utbildade en elitarmé av yrkessoldater som fick öva sig i framgångsrika mindre uppdrag. Detta fick flera av de grekiska stadsstaterna att söka hjälp hos honom. I Aten hade Filip ett parti som verkade till hans förmån men också en stor motståndare i den vältalige Demosthenes som lyckades övertala atenarna att gå i krig mot Filip. Slaget stod vid Chaironeia 338 f.Kr och blev en stor seger för Filip som gav Makedonien en ledarställning i förhållande till de övriga grekiska staterna. 
Filip började senare förbereda angreppet mot perserriket, men mördades av Pausanias av skäl som är omdiskuterade.